# Râul Valea de Pești
Râul Valea de Pești este un curs de apă, afluent de dreapta al râului Jiul de Vest. Are o lungime de 11 kilometri și un bazin de 32 km2.